# 永祥街道
永祥街道，是中华人民共和国广东省汕头市金平区下辖的一个已撤销的乡镇级行政单位。现隶属于广东省汕头市金平区小公园街道

## 行政区划
永祥街道下辖以下地区：
西堤社区、德志社区、新潮社区、海平社区、永兴社区、永安社区和永和社区。